# Thierry Ndikumwenayo
Thierry Ndikumwenayo Ndayikunda (26 de marzo de 1997) es un deportista español que compite en atletismo, especialista en las carreras de fondo y de campo a través. Nació en Burundi, pero vive en España y compite internacionalmente por este país desde 2023.
Ganó una medalla de oro en los Juegos Europeos de Cracovia 2023 (5000 m) y una medalla de bronce en el Campeonato Europeo de Atletismo de 2024 (10 000 m). Además, consiguió dos medallas en el Campeonato Europeo de Campo a Través de 2024.

## Trayectoria
Ndikumwenayo empezó a destacar a partir de los Juegos Olímpicos de la Juventud de Nankín 2014, en donde obtuvo la medalla de plata en los 3000 metros representando a su país de nacimiento, Burundi.
En 2019 participó en el Campeonato Mundial de Atletismo y en el Campeonato Mundial de Campo a Través, donde quedó noveno.
El 9 de noviembre de 2022 obtuvo la nacionalidad española después de siete años compitiendo en este país, cinco de ellos en el Playas de Castellón.
En 2023 hizo su debut como internacional español, consiguiendo la medalla de oro en la prueba de 5000 m de los Juegos Europeos. También participó en el Campeonato Mundial, sin lograr el pase a la final.
En abril de 2024 batió el récord de España de 5 km en ruta. En el Campeonato de Europa obtuvo la quinta plaza en los 5000 m y la medalla de bronce en los 10 000 m, con un tiempo de 28:00,96, quedando por detrás del suizo Dominic Lobalu y del francés Yann Schrub. En los Juegos Olímpicos consiguió la novena plaza en la final de los 10 000 m, batiendo además el récord de España con una marca de 26:49.49, con lo que superaba la anterior marca de Fabián Roncero en casi 25 segundos. También corrió la final de los 5000 m tras ser recalificado porque un rival lo derribó durante su serie, pero no pasó del 15.º puesto.
En 2025 formó parte del equipo español en el Campeonato de Europa por Equipos, donde fue tercero en la prueba de 5000 m.

## Palmarés internacional
| Juegos Europeos    | Juegos Europeos   | Juegos Europeos   | Juegos Europeos |
| Año                | Lugar             | Medalla           | Prueba          |
| ------------------ | ----------------- | ----------------- | --------------- |
| 2023               | Chorzów (Polonia) | Medalla de oro    | 5000 m          |
| Campeonato Europeo |                   |                   |                 |
| Año                | Lugar             | Medalla           | Prueba          |
| 2024               | Roma (Italia)     | Medalla de bronce | 10 000 m        |

| Campeonato Europeo | Campeonato Europeo | Campeonato Europeo | Campeonato Europeo |
| Año                | Lugar              | Medalla            | Prueba             |
| ------------------ | ------------------ | ------------------ | ------------------ |
| 2024               | Antalya (Turquía)  | Medalla de oro     | Equipo             |
| 2024               | Antalya (Turquía)  | Medalla de bronce  | Individual         |

## Competiciones internacionales
| Representando a Burundi | Representando a Burundi              | Representando a Burundi           | Representando a Burundi | Representando a Burundi | Representando a Burundi |
| Año                     | Competición                          | Sede                              | Puesto                  | Prueba                  | Marca                   |
| ----------------------- | ------------------------------------ | --------------------------------- | ----------------------- | ----------------------- | ----------------------- |
| 2014                    | Juegos Olímpicos de la Juventud      | Nankín (China)                    | Medalla de plata        | 3000 m                  | 8:06,05                 |
| 2015                    | Campeonato de África Júnior          | Adís Abeba (Etiopía)              | 7.º                     | 5000 m                  | 15:11,49                |
| 2015                    | Juegos Panafricanos                  | Brazzaville (República del Congo) | 9.º                     | 5000 m                  | 13:27,38                |
| 2016                    | Campeonato Africano                  | Durban (Sudáfrica)                | 7.º                     | 5000 m                  | 13:26,24                |
| 2018                    | Campeonato Mundial en Pista Cubierta | Birmingham (Reino Unido)          | 14.º (s.)               | 3000 m                  | 8:09,11                 |
| 2019                    | Campeonato Mundial                   | Doha (Catar)                      | DNF                     | 10 000 m                | --                      |
| Representando a España  |                                      |                                   |                         |                         |                         |
| 2023                    | Juegos Europeos                      | Chorzów (Polonia)                 | Medalla de oro          | 5000 m                  | 13:25,48                |
| 2023                    | Campeonato Mundial                   | Budapest (Hungría)                | 9.º (s.)                | 5000 m                  | 13:34.03                |
| 2024                    | Campeonato Europeo                   | Roma (Italia)                     | 5.º                     | 5000 m                  | 13:23.26                |
| 2024                    | Campeonato Europeo                   | Roma (Italia)                     | Medalla de bronce       | 10 000 m                | 28:00.96                |
| 2024                    | Juegos Olímpicos                     | París (Francia)                   | 9.º                     | 10 000 m                | 26:49.49                |
| 2024                    | Juegos Olímpicos                     | París (Francia)                   | 15.º                    | 5000 m                  | 13:24.07                |
| 2024                    | Campeonato Europeo de Campo a Través | Antalya (Turquía)                 | Medalla de oro          | Equipo                  | 18 pts.                 |
| 2024                    | Campeonato Europeo de Campo a Través | Antalya (Turquía)                 | Medalla de bronce       | Individual              | 22:31                   |
| 2025                    | Campeonato de Europa por Equipos     | Madrid (España)                   | 3.º                     | 5000 m                  | 13:45.38                |

1. ↑  En esta competición no se entregan medallas por las pruebas individuales.